# Brzozowiec (Lubusz)
Pour les articles homonymes, voir Brzozowiec.
Brzozowiec (prononciation : [bʐɔˈzɔvjɛt͡s]) est un village polonais de la gmina de Deszczno dans le powiat de Gorzów de la voïvodie de Lubusz dans l'ouest de la Pologne.
Il se situe à environ 4 kilomètres au sud-est de Deszczno (siège de la gmina) et 13 kilomètres au sud-est de Gorzów Wielkopolski (siège du powiat).

## Histoire
Avant 1945, ce village était sur le territoire allemand. (voir Évolution territoriale de la Pologne)
De 1975 à 1998, le village appartenait administrativement à la voïvodie de Gorzów.

Depuis 1999, il appartient administrativement à la voïvodie de Lubusz.